# Řehoř XIII.
Řehoř XIII. (lat. Gregorius XIII, vlastním jménem Ugo Buoncompagni; žil v letech 1502–1585), papežem byl v letech 1572–1585. Jako papež se nejvíce zasloužil o rozvoj kuriální diplomacie a reformu kalendáře. Za jeho pontifikátu se také dál rozrůstala inkviziční moc, ale úspěšně se rozvíjela i stavební činnost v Římě.

## Život
Narodil se v Bologne, na tamější univerzitě vystudoval práva a jako zkušený právník se dal do služeb několika biskupů, nejprve v Tridentu a později v Římě. Roku 1548 přišel na svět jeho nelegitimní syn Giacomo Boncompagni.
Roku 1565 byl jmenován kardinálem kostela svatého Sixta a vyslán na diplomatickou misi do Madridu. Dne 13. května 1572 byl zvolen papežem.

## Papež
Jako papež Buoncompagni rázně zakročil proti herezi i proti protestantismu. Z papežovy iniciativy vznikly v Římě dvě školy (tzv. kolegium) nazvané později Gregoriánská universita a Německé kolegium, určené pro německé duchovenstvo, které se mělo plně věnovat rekatolizační činnosti za Alpami. Bylo založeno rovněž Řecké kolegium, vzdělávající duchovní pověřené pastýřskou činností na územích pod vlivem pravoslavné církve. Právě za jeho pontifikátu také dochází k zostření boje mezi katolíky a protestanty.

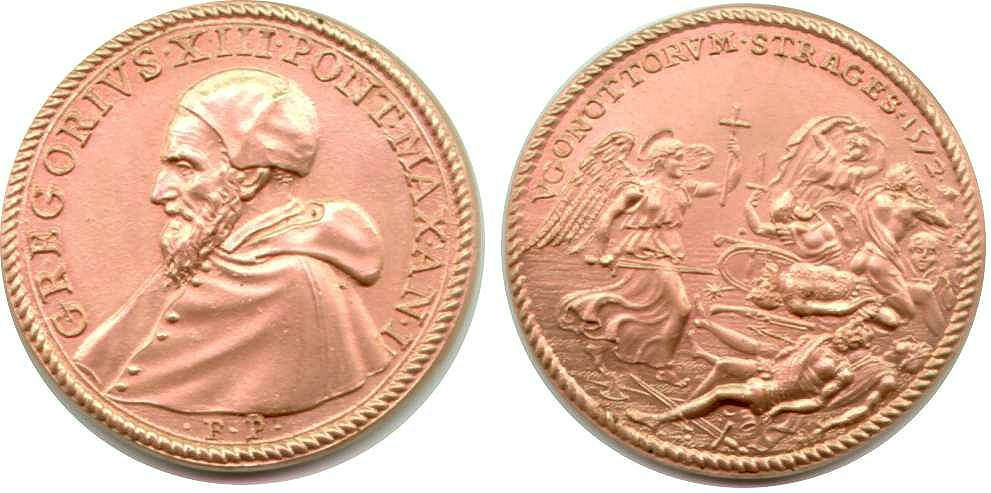
Pamětní mince Bartolomějské noci 24. srpna 1572

V noci z 23. na 24. srpna 1572 dochází k nechvalně proslulé Bartolomějské noci, po níž nechává papež sloužit Te Deum. Zprávu o masakru přijal s radostí a nechal dokonce razit pamětní minci.
Řehoř XIII. se také snažil rozvíjet stavební činnost v Římě. Roku 1575 nechal přeměnit Diokleciánovy lázně na sýpku, nechal postavit gregoriánskou kapli v bazilice sv. Petra a roku 1580 byl na jeho příkaz rozšířen Kvirinálský palác, který se v dalších staletích stal sídlem římských papežů.
Z doby jeho vlády pochází nejstarší dochovaná papežská mitra.
Řehoř XIII. zemřel 10. dubna 1585 v Římě ve věku 83 let.

## Reforma kalendáře
Problém nepřesnosti juliánského kalendáře a nutnost jeho reformy byl znám už dlouho. Od dob Julia Caesara narostl rozdíl, způsobený odlišnou délkou kalendářního a tropického roku, na 10 dní. Závažný pro církev byl nejvíce rozdíl mezi datem skutečné, astronomické jarní rovnodennosti a jejím „oficiálním“ datem 21. března používaným pro výpočet data nejvýznamnějšího církevního svátku, Velikonoc.
Reformu připravil a její návrh roku 1575 publikoval lékař a astronom Luigi Giglio. Po důkladném prozkoumání a zvážení alternativních možností speciální komisí byla reforma schválena a 24. února 1582 vyhlášena Řehořem XIII. bulou Inter gravissimas. Reforma však nebyla bezprostředně a všeobecně přijata, například v českých zemích byla přijata během roku 1584. I v jiných zemích narazila na konfesijně motivovaný odpor a byla přijata někdy teprve mnohem později z praktických důvodů, např. v Anglii až roku 1752, v Rusku dokonce 1918.